# Francesco Graziani
Francesco Graziani, mais conhecido como Ciccio Graziani (Subiaco, 16 de Dezembro de 1952) é um ex-futebolista e treinador de futebol italiano.

## Títulos
Torino
- Campeonato Italiano: 1976

Roma
- Copa da Itália: 1984, 1986

Itália
- Copa do Mundo: 1982

### Individuais
- Artilheiro do Campeonato Italiano: 1977 (21 gols)